# 不像我们
〈不像我们〉（英語：Not Like Us）是由美国说唱歌手肯卓克·拉瑪创作、录制的一首嘲諷歌曲。该歌曲于2024年5月4日由新視鏡唱片发行，发布时间正值他与德雷克争执之际。这是拉瑪针对德雷克的一系列嘲讽歌曲的第五首，这首歌在他的上一首歌〈拜见格雷厄姆一家〉后不到24小时即发布。
〈不像我们〉由DJ马斯塔德操刀，音浪和肖恩·蒙伯格参与制作，是一首受到嗨飛嘻哈影响的西海岸嘻哈歌曲，由突出的低音线与活泼的銅管樂器和弹指声组成。这首歌的歌词延续了〈拜见格雷厄姆一家〉的主题，继续强调了对德雷克恋童癖和性行为不端的指控，同时还指责他利用亚特兰大的音乐和文化社群获取街头信誉和经济利益。拉瑪在名为《去去就来：肯和朋友们》的演唱会期间首次现场表演了这首歌连续六次。
〈不像我们〉获得乐评广泛好评，他们大多认为这首单曲是拉瑪在与德雷克的争执开始平息后的庆祝胜利之作。《Complex》杂志将其评为此次争执中的最佳曲目，其他出版物则将该曲列为嘻哈史上最伟大的嘲讽曲目之一。从商业角度来看，〈不像我们〉打破了多项串流记录，尽管其上榜的首周时间并没有完整一周的数据，但该曲仍在告示牌百大單曲榜排行榜登顶。它还在南非榜单上占据榜首，并在澳大利亚、加拿大及欧洲多国进入前20名。並於2025年葛萊美獎獲得年度歌曲獎項。

## 背景与发布
美国说唱歌手肯卓克·拉瑪和加拿大说唱歌手德雷克自2013年8月以来一直处于长期的说唱争斗之中。2024年3月，双方的矛盾升级，拉瑪出人意料地出现在未来小子和都會小子的单曲〈就像那样〉中，这被认为是对德雷克和J·科尔的歌曲〈第一人称射击〉的嘲讽。德雷克用单曲〈伏地挺身〉和后来被删除的歌曲〈泰勒作曲即兴饶舌〉回应了拉瑪。拉瑪则用歌曲〈欣快症〉和〈6点16分于洛杉矶〉予以回击。
在〈6点16分于洛杉矶〉发布数小时后，德雷克以单曲〈家庭事务〉回擊，歌曲中指控拉瑪虐待其恋人惠特尼·阿尔福德（Whitney Alford），并声称他两个孩子中的一个实际上是其创作伙伴戴夫·弗里的孩子。不到一个小时后，拉瑪以〈拜见格雷厄姆一家〉一曲做出回应，其中将德雷克描述为一名涉嫌性侵犯者，指控他在多伦多的豪宅（被称为大使馆）内经营着一个性贩卖团伙，同时还有一个未公之于世的女儿。
〈不像我们〉于2024年5月4日无预警发布，距离〈拜见格雷厄姆一家〉发布不到24小时。这首歌之前唯一的推广来自拉瑪的前唱片公司Top Dawg娱乐的负责人安东尼·蒂菲斯（Anthony "Top Dawg" Tiffith），他在歌曲首播前约两小时在X上发推文称“Dot（拉瑪昵称），我看到死人了”。就像拉瑪在此次争执中发布其他歌曲一样，〈不像我们〉最初在YouTube平台独家发布，几个小时后，新視鏡唱片才将其发布到音乐串流平台上。环球音乐于2024年5月10日在意大利电台播放了这首歌。单曲的封面为德勒克宅邸的Google地图鸟瞰截图，其屋顶上有13个红色标记，象征着登记在册的性犯罪者和恋童癖者的存在。据报道，拉瑪在限定时间内移除了该嘲讽曲目的版权声明，这让其他人可以自由使用这些音乐，甚至用于商业目的。

## 音乐和歌词
〈不像我们〉是一首“为夜總會而作”的西海岸嘻哈歌曲，具有强烈的嗨飛嘻哈风格。该作品的几个制作元素，包括小提琴、钢琴和銅管樂器，都采样自蒙克·希金斯於1968年翻唱雷·查尔斯的〈我至心至信〉（I Believe to My Soul）。该曲制作人DJ马斯塔德加快了采样的节奏，通过额外的贝斯线、小鼓和弹指声营造出一种“无情”和“紧迫”的氛围。《HotNewHipHop》的黛米·菲利普斯（Demi Phillips）写道，这一技法强调了歌曲的“激进音调”，并让拉瑪的声乐表演和歌词“脱颖而出”。
歌曲以拉瑪悄声说“嘘，我看到死人了”开始，借用1999年心理驚悚片台词。在整首歌曲中，他用一种“滑稽夸张”的南方口音说唱，并继续攻击德雷克对未成年人的不当行为和其他个人问题。拉瑪借用德雷克2021年的专辑之名《认证的可爱男孩》，称呼德雷克和他的OVO厂牌团队为“认证的恋童癖者”，并特别指称德雷克旗下艺人、被定罪的性交易犯Baka Not Nice应该“登记在案并接受邻里监视”。
拉瑪也多次借机挑战德雷克的文化認同。〈不像我们〉的副歌暗示，像德雷克这样的“说唱从业者”与他的品质不同，“他自然而然地遵守黑人文化既定的道德标准。”拉瑪进一步表示，德雷克对其自身黑人身份的刻画堪比2003年喜剧电影里由傑米·肯尼迪饰演的布拉德·格拉克曼（Brad "B-Rad G" Gluckman）。在第三节中，拉瑪反唇相讥德雷克在〈家庭事务〉中关于“拉瑪说唱像是要让奴隶获得自由”的评论，不仅称他误用了“奴隶”一词，还指责他利用亚特兰大的黑人艺术家来获取街头信誉和经济利益。他以德雷克之前与未来小子、利尔·贝比、21·萨维奇、扬·萨格、Migos成员Quavo和双链大师的合作为例，称这都是他“精心谋划的策略”而不是“真诚的关系”，拉瑪认为这是一种殖民主义。

## 评论反响
〈不像我们〉因其过耳难忘的制作、拉瑪的声乐表演和“尖刻的”歌曲创作而获得了广泛好评。《GQ》杂志的弗雷泽·萨普（Frazier Tharpe）将这首歌曲评为“夏日最佳歌曲”的有力竞争者。《Stereogum》的编辑认为这首歌不仅是一张“超级有效”的嘲讽唱片，还是一首充满了“恶毒”指控和历史教训的热门单曲。
《Complex》的乔丹·罗斯（Jordan Rose）称〈不像我们〉是此次争执期间发行的最佳曲目，其具有电子音调和“极具感染力”的制作，尽管其中的大部分歌词“真实性存疑”。罗斯认为“时间会证明”这首歌是否标志着两人之间战争“结束”，但它已经是“击晕歌利亚的石头”。《Vibe》的阿蒙·萨德勒（Armon Sadler）将〈不像我们〉评为这场争斗中排名第二的曲目，称赞这首“不可否认的好歌”，其执行是“大师级”的。《告示牌》的马克·艾利伯特（Mark Elibert）将这首歌评为第四佳的歌曲，他也有类似的看法。
國家錄音藝術科學學院首席执行官小哈维·梅森确认该曲符合提名第67届格莱美奖的资格，他同时也称赞了拉瑪的艺术表现和写作技巧。他表示，尽管歌曲传播范围不是评奖的标准，歌曲品質和文化相关性可能对投票会员来说极具吸引力。梅森笑称嘲讽歌曲可能在未来会有专门的评奖类别。

## 商业表现
〈不像我们〉在商业上大获成功。它打破了Spotify历史上嘻哈歌曲单日串流播放量最高的记录，于2024年5月11日获得约1280万次串流播放，超过了德雷克和利尔·贝比合作的单曲〈女孩之恋〉。这首歌还超越了德雷克的〈我的心意〉，成为一周内播放量最多的说唱歌手歌曲（8120万次），并超越〈神的旨意〉成为Spotify上最快突破1亿和2亿播放量的说唱歌手歌曲（9天）。该单曲同时荣登《告示牌》全球二百大單曲榜、热门节奏蓝调/嘻哈歌曲榜和串流歌曲榜首。
在告示牌百大單曲榜排行榜上，〈不像我们〉于2024年5月18日首次亮相便登上榜首，首周串流播放量达7090万次，电台播放观众人数达500万次，销量达15,000张。该歌曲创下了自2020年告示牌从排行榜指标中删除YouTube歌曲用户生成内容以来嘻哈歌曲首周串流播放量的最高纪录，超过了德雷克和未来小子及扬·萨格合作的歌曲〈过于性感〉。作为拉瑪的第四首冠军单曲和第一首个人冠军单曲，〈不像我们〉成为历史上第一首以五天成绩就在周内登顶百强单曲榜的说唱歌曲。这首歌也是DJ马斯塔德作为制作人的首支冠军单曲，并且是为数不多由单一作者创作的冠军单曲之一。
〈不像我们〉在登顶后第二周跌至第二位。该曲连续三周位居第二，被波兹·马龙和摩根·沃伦的〈我有帮手〉挤下榜首。在2024年5月10日至5月16日期间，两首歌曲在美国的串流播放量均至少达到7000万次，这在榜单历史上尚属首次 。〈不像我们〉在告示榜年度夏季歌曲榜上排名第二。